# 志貴県主神社
志貴県主神社（しきあがたぬしじんじゃ）は、大阪府藤井寺市にある神社である。式内社、河内国総社で、旧社格は村社。

## 祭神
主祭神
- 神八井耳命 - 神武天皇の長子である

配祀神
- 伊勢大神（天照大神）
- 春日大神（天児屋命・比咩大神・武甕槌命・経津主命）
- 住吉三柱神
- 神功皇后

ただし、『河内名所図会』では祭神を「磯城県主黒速」としている。

## 歴史
奈良時代、この一帯は「志貴（磯城）の県」という朝廷の直轄地で、それを管理していたのは神八井耳命を祖とする志貴県主（しきのあがたぬし）と、その同族の志貴首（しきのおびと）であった。創建の由緒は不詳であるが、当社はその氏神として創建されたものとみられ、『河内誌』に「国府属邑一」とあることから、この地に河内国府が設置されたときに創建されたものと考えられている。河内国の総社とされ、延喜式神名帳では大社に列している。
中世には、楠木正成が祈願所としてに隆昌を極めたが、楠木氏の衰亡とともに衰退し、さらに戦国時代にはたびたび兵火にかかり、何度か遷座を余儀なくされた。明治5年村社に列した。当神社の約100メートル北には神八井耳主命のかくれ廟とされ天御中主神を主祭神とする黒田神社が鎮座する。

## 境内

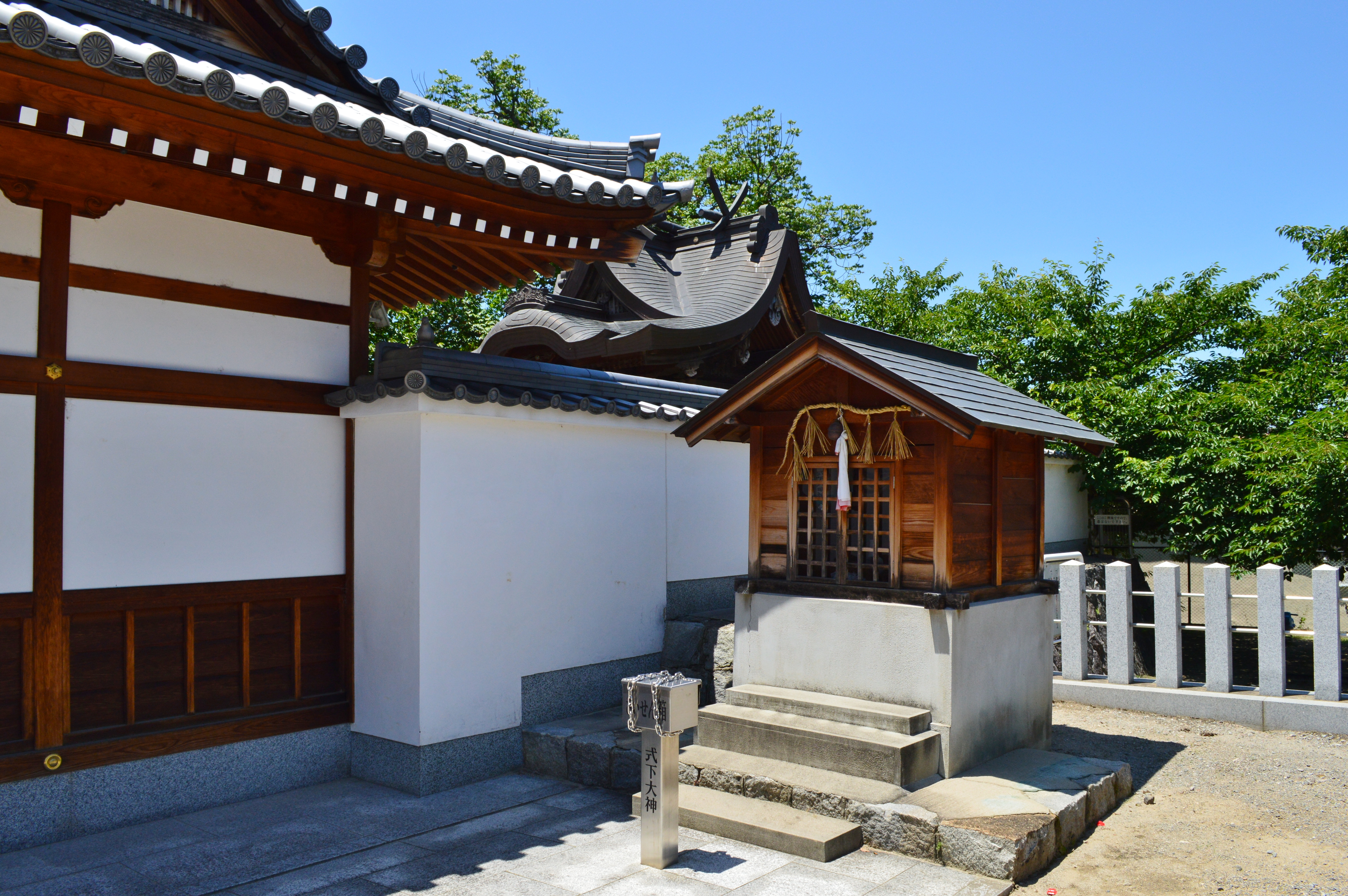
本殿と境内社
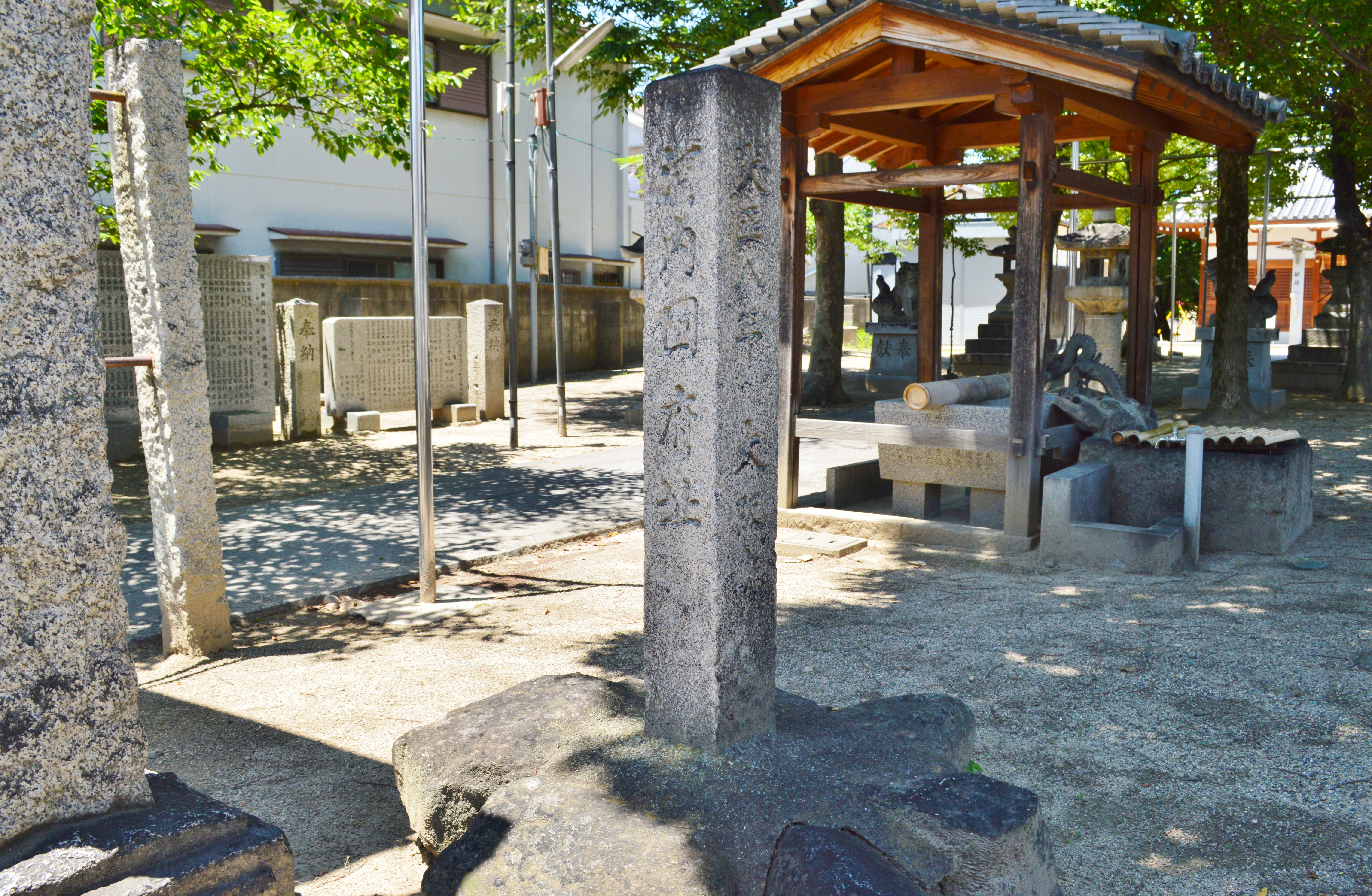
境内の河内国府址碑
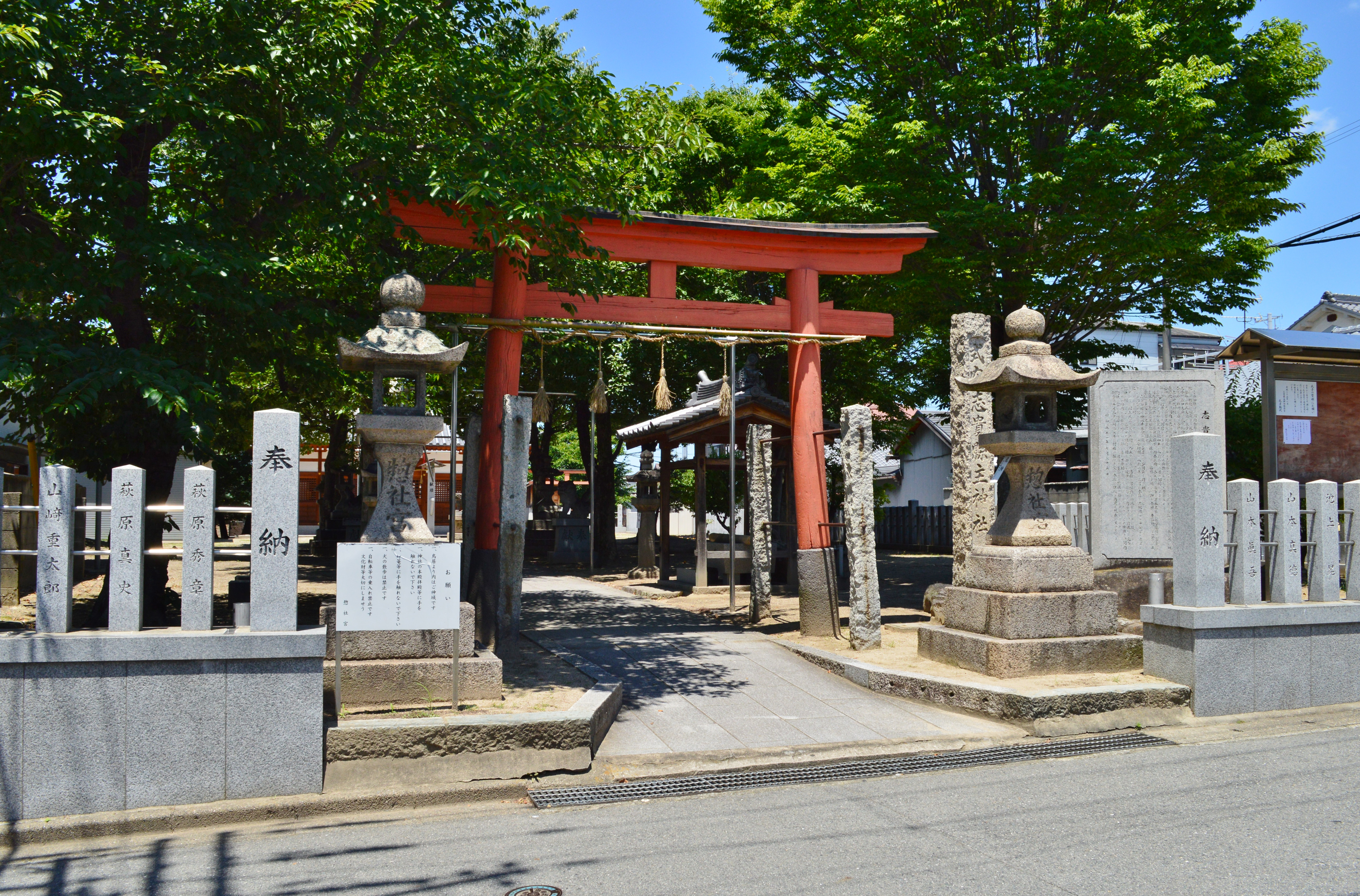
鳥居

## 現地情報
所在地
- 大阪府藤井寺市惣社1-6-23 (允恭天皇陵の北)

交通アクセス
- 最寄駅：近鉄南大阪線土師ノ里駅下車後、徒歩約12分（北東へ約1000m）